# Viaje de la Fuente de la Reina
El viaje de la Fuente de la Reina fue un «viage» o «qanat» de la ciudad de Madrid, construido en 1855 y considerado el último del primitivo sistema de conducción de agua en la capital de España. Proyectado y realizado por la Comisión de Obras de la Villa, fue un viaje complementario del de la Fuente de la Salud. Tenía una longitud de 4.113 metros, y aportaba 581.097 litros cada 24 horas, surtiendo unas 32 fuentes públicas. Modelo de las obras inútiles del reinado de Isabel II de España, tres años después de su creación fue inaugurado el Canal de Isabel II. 

## Recorrido y uso
El «viage» de la Fuente de la Reina fue uno de los viajes que partían de acuíferos de la cuenca del río Manzanares, en el curso inferior del arroyo del Fresno, confluyendo en él vertientes de los arroyos de Peña Grande, Claudiata, Regilla y Beacos que alimentaban la primitiva Fuente de la Reina en El Pardo. Como obra de ingeniería hidráulica, tenía su mina inicio cerca de la Puerta de Hierro, en el camino de El Pardo. Seguía dicho camino hasta La Moncloa y en el paraje denominado Montaña del Príncipe Pío, quedaba regulado su caudal en una sala de máquinas, que elevaba el agua mediante una máquina de vapor y una tubería de hierro hasta la calle de Ferraz, desde donde se distribuía por la ciudad. 
Fue inaugurado en 1855 por el alcalde Valentín Ferraz. Su caudal, además del abastecimiento a la vecindad, contribuyó al riego de los nuevos jardines de la plaza de Oriente, y surtir las modernas fuentes de hierro fundido situadas en las vecinas plazuelas de San Marcial (luego plaza de España), las Capuchinas, Celenque, Consejos y plaza de la Encarnación; además de aportar nuevo caudal a las viejas fuentes de las plazas de Santa Cruz, plaza de la Cebada, Puerta de Moros, y a los caños y fuentes de la calle de Toledo y del cerrillo del Rastro.
Tres años después de concluirse su construcción, el 24 de junio de 1858, se inauguró el Canal de Isabel II.